# Салар (ширваншах)
Салар I (д/н — 20 лютого 1050) — 15-й ширваншах в 1050—1063 роках.

## Життєпис
Походив з династії Кесранідів. Молодший син ширваншаха Язіда II. У 1050 році повалив свого небожа Алі III, ставши новим володарем Ширванської держави.
Спрямував зусилля на відновлення військової потуги. Успішно боровся проти вторгнення огузів. 1053 року захопив фортецю Малу, яку суттєво зміцнив та розбудував. Намагався дотримуватися союзних стосунків із Шеддадідами з Гянджійського емірату. Так, одружився з донькою еміра Абу'л-Асвар Шавура I.
Водночас розпочав війни з Лакзом, в яких намагався спиратися на союз із Саріром. Помер 1063 року. Йому спадкував син Фарібурз I.